# 錦織良成
錦織 良成（にしこおり よしなり、1962年1月29日 - ）は、日本の映画監督。自らの監督作品の脚本を手がけることもある。

## 経歴
島根県平田市（現：出雲市）出身。島根県立平田高等学校卒。2年間の自衛隊生活を経て、演出家を目指して上京。近年では島根県内で夏期に開かれる映画製作講座『しまね映画塾』の塾長を務めている。現在（2019年5月11日現在）、島根在住。

## 主な監督作品

### オリジナルビデオ
- 校内写生 実写版（1992年、1993年、1996年）

### 映画
☆印は「島根シリーズ」。
- はいすくーる・ゴーストバスターズ（1995年）
- BUGS（1997年、マクザム）
- 守ってあげたい!（2000年、ゼアリズエンタープライズ）
- 白い船（2002年、ゼアリズエンタープライズ）☆
- ハート・オブ・ザ・シー（2003年）
- ミラクルバナナ（2005年）
- うん、何?（2008年、護縁）☆
- RAILWAYS 49歳で電車の運転士になった男の物語（2010年、松竹）☆
- わさお（2011年、東映）
- 渾身 KON-SHIN（2013年、松竹）☆
- たたら侍（2017年、LDH PICTURES）☆
- 僕に、会いたかった（2019年、LDH PICTURES）☆
- 高津川（2019年11月29日より中国地方を皮切りに全国ロードショー）☆